# 隠岐国の式内社一覧
隠岐国の式内社一覧（おきのくにのしきないしゃいちらん）は、『延喜式』第9巻・第10巻「神名帳上下」（延喜式神名帳）に記載のある神社、いわゆる「式内社」およびその論社のうち、隠岐国に分類されている神社の一覧。
また『延喜式』神名帳の編纂当時に存在したが同帳に記載の無い神社、いわゆる「式外社」についても付記する。

## 式内社
『延喜式』神名帳では、大社4座4社（いずれも名神大社）・小社12座11社の計16座15社を記載。
1）「神名帳」列は、『延喜式 上巻』（大岡山書店、昭和4年、国立国会図書館デジタルコレクション）等における『延喜式』神名帳の記載を基に作成。社名表記は神社史料集成（5を参照）における字体（異体字がある場合には新字体・通用性の高い字体を使用）を基準とした。読みの「-」部分は、「神社」以外で仮名が振られていない部分。「○座」は座数を表し、一座の場合は記載していない。

2）格の「名神大」は名神大社を、「大」は式内大社（名神大社除く）を、「小」は式内小社を意味する。付記は社名とともに記されているもので、一部は「式内社#式内社の社格」を参照。

3）比定社が複数ある場合、最も有力なものを無冠で示し、他の論社には「（論）」を冠した。

4）本来の式内社とは認めがたいものの、式内社を合祀したなどその後継を主張するもの、その他参考の神社には「（参）」を冠した。

| 神名帳                     | 神名帳             | 神名帳 | 神名帳       | 比定社             | 比定社                     | 比定社         | 集成 |
| 社名                       | 読み               | 格     | 付記         | 社名               | 所在地                     | 備考           | 集成 |
| -------------------------- | ------------------ | ------ | ------------ | ------------------ | -------------------------- | -------------- | ---- |
| 知夫郡 7座（大1座・小6座） |                    |        |              |                    |                            |                |      |
| 由良比女神社               | ユラヒメノ         | 名神大 | 元名和多須神 | 由良比女神社       | 島根県隠岐郡西ノ島町浦郷   | （隠岐国一宮） |      |
| 大山神社                   | オホヤマノ         | 小     |              | 大山神社           | 島根県隠岐郡西ノ島町美田   |                |      |
| 海神社 二座                | アマノ             | 小     |              | 海神社             | 島根県隠岐郡西ノ島町別府   |                |      |
| 比奈麻治比売命神社         | ヒナマチヒメノ-    | 小     |              | 比奈麻治比売命神社 | 島根県隠岐郡西ノ島町宇賀   |                |      |
| 真気命神社                 | マネノ-            | 小     |              | 真気命神社         | 島根県隠岐郡西ノ島町宇賀   |                |      |
| 天佐志比古命神社           | アマサシヒコノ-    | 小     |              | 天佐志比古命神社   | 島根県隠岐郡知夫村郡       |                |      |
| 海部郡 2座（大1座・小1座） |                    |        |              |                    |                            |                |      |
| 奈伎良比売命神社           | ナキラヒメノ-      | 小     |              | 奈伎良比売命神社   | 島根県隠岐郡海士町豊田     |                |      |
| 宇受加命神社               | ウケカノ-          | 名神大 |              | 宇受賀命神社       | 島根県隠岐郡海士町宇受賀   |                |      |
| 周吉郡 4座（並小）         |                    |        |              |                    |                            |                |      |
| 賀茂那備神社               | カモナヒノ         | 小     |              | 賀茂那備神社       | 島根県隠岐郡隠岐の島町加茂 |                |      |
| 水祖神社                   | ミオヤノ           | 小     |              | 水祖神社           | 島根県隠岐郡隠岐の島町港町 |                |      |
| 玉若酢命神社               | タマワカスノ-      | 小     |              | 玉若酢命神社       | 島根県隠岐郡隠岐の島町下西 | 隠岐国総社     |      |
| 和気能須命神社             | ワケノスノ-        | 小     |              | 和気能須命神社     | 島根県隠岐郡隠岐の島町下西 |                |      |
| 穏地郡 3座（大2座・小1座） |                    |        |              |                    |                            |                |      |
| 天健金草神社               | アマタケカナクサノ | 小     |              | 天健金草神社       | 島根県隠岐郡隠岐の島町都万 |                |      |
| 水若酢命神社               | ミツワカスノ-      | 名神大 |              | 水若酢神社         | 島根県隠岐郡隠岐の島町郡   | 隠岐国一宮     |      |
| 伊勢命神社                 | イセノ-            | 名神大 |              | 伊勢命神社         | 島根県隠岐郡隠岐の島町久見 |                |      |
| 凡例を表示                 |                    |        |              |                    |                            |                |      |

## 式外社
『延喜式』神名帳の編纂当時に存在したが、同帳に記載の無い神社。